# Amber Rose Revah
Amber Rose Revah, född den 24 juni 1986 i London, är en brittisk skådespelare.
Amber Rose Revah har bland annat medverkat i TV-serien House of Saddam där hon spelade Saddam Husseins yngsta dotter Hala. Hon har även medverkat i The Punisher där hon spelade Dinah Madani, en av seriens huvudroller. I TV-serien The Bible spelade hon Maria Magdalena.

## Filmografi (i urval)
- 2008 – House of Saddam (TV-serie)
- 2010 – From Paris with Love
- 2012 – The Mystery of Edwin Drood (TV-film)
- 2013 – The Bible (miniserie) (TV-serie)
- 2017–2019 – The Punsiher (TV-serie)
- 2026 – Greenland: Migration